# Archäologisches Museum Brest
Das Archäologische Museum Brest (belarussisch Археалагічны музей «Бярэсце» Archealahitschny musej „Bjaresze“, auch: Museum Berestye) ist eines der bedeutendsten Museen der belarussischen Großstadt Brest. Es wurde rund um ein slawisches Handelszentrum aus dem 13. Jahrhundert errichtet, das an dieser Stelle freigelegt wurde.

## Lage
Das Museum befindet sich auf dem ehemaligen Gelände der Festung Brest. Diese wurde zum Teil auf künstlichen Inseln errichtet. Nachdem auf der Südinsel archäologische Funde gemacht worden waren, wurde dort das Archäologische Museum Brest errichtet. Unmittelbar westlich des Museums auf der anderen Seite des Flusses Bug befindet sich die Grenze von Belarus zu Polen.

## Ausstellung
Der zentrale Pavillon des Archäologischen Museums Brest überspannt die erhaltenen Holzbauten, die im 13. Jahrhundert von Slawen insbesondere für Handelszwecke erbaut worden waren. Damals lag die Siedlung an der Kreuzung zweier bedeutender europäischer Handelsrouten und entwickelte sich deswegen zu einem bedeutenden Handelszentrum. Die Überreste dieser Siedlung wurden ab 1968 freigelegt, heute sind auf einem Areal von 1118 Quadratmetern 28 Gebäude aus Baumstämmen zu erkennen. Bemerkenswert ist dabei der gute Erhaltungszustand der Gebäude. Besucher des Museums können einen Rundgang an den Seiten des Pavillons machen und dabei die verschiedenen Gebäude betrachten. In 14 angrenzenden Einbuchtungen wird auf kleinstem Raum jeweils ein Aspekt des Lebens der Slawen zu dieser Zeit aufgegriffen, unter anderem die Themen Handwerk, Bauwerke und die Entwicklung der damaligen Stadt Brest.
In einer angrenzenden Ausstellung wird mit Hilfe zahlreicher Ausstellungsstücke aus dem 11. bis 14. Jahrhundert das Leben der Slawen noch einmal detaillierter beleuchtet.